# Pumla Gobodo-Madikizela
Pumla Gobodo-Madikizela, née le 15 février 1955 à Langa, un township situé près du Cap en Afrique du Sud) est une psychologue sud-africaine et une professeur de psychologie clinique à l'université du Cap.
De 1996 à 1998, elle est membre de la Commission de la vérité et de la réconciliation. Elle a enquêté à ce titre sur des crimes commis durant l'apartheid, a rencontré des victimes et des bourreaux, et notamment Eugene de Kock, ancien chef d’une section d’escadrons de la mort. Cela a donné lieu à plusieurs œuvres consacrées à la mémoire, aux traumatismes et au pardon dans le contexte post-apartheid.

## Biographie
Fille aînée de William Wilberforce Tukela et de Nobantu Herman-Gilda Gobodo, Pumla Phillipa Gobodo est née dans le township de Langa, la plus ancienne zone résidentielle pour les noirs au Cap.
Influencée par le Mouvement de conscience noire, qu'elle rejoint durant sa scolarité, elle abandonne son deuxième patronyme, Phillipa, car il est d'origine anglo-saxonne (changement de patronyme formalisé à l'âge adulte). Elle suit une formation en psychologie à l'université de Fort Hare, un établissement d'enseignement supérieur de type universitaire réservé aux Africains non-blancs du continent, aux indiens et aux métis, connue aussi pour être un centre important de contestation de l'apartheid qui a vu passé Oliver Tambo, Nelson Mandela, Robert Mugabe. Elle poursuit ensuite ses études à l'université Rhodes, où elle obtient une maîtrise en psychologie clinique en 1984.
Elle travaille ensuite quelques années à la clinique psychiatrique de Mtata avant d'occuper un poste de professeur en psychologie. Pendant cette période, elle conserve une pratique clinique à temps partiel.
Elle envisage de travailler avec Martin Luitingh, qui est alors un sud-africain impliqué dans l'appui aux droits de l'homme, et est invitée se joindre à son équipe, qui réalise une expertise lors d'un procès  sur le « supplice du pneu ». La réalisation de recherches approfondies sur le terrain en vue de la présentation de témoignages dans ce procès renforce son intérêt pour les conséquences psychologiques des comportements de foules et les violences en groupe.
En 1991, Gobodo-Madikizela décide de poursuivre un doctorat à l'université du Cap et de mener des recherches sur les « supplices du pneu » commis dans un contexte de violence de foule. En 1994 et 1995, elle passe une année à l'université Harvard. Puis elle est sollicitée pour rejoindre à la Commission de la vérité et de la réconciliation sud-africaine, où elle siège jusqu'en mai 1998. Elle réalise notamment une série de rencontres et d’entretiens avec Eugène de Kock, ancien chef d’une section d’un escadron de la mort (le Vlakplas) ; De Kock est condamné en 1996 à deux peines de prison à perpétuité et à 212 années de prison pour des crimes commis pendant l’apartheid,,.
En 1998, elle bénéficie d'une bourse à l'Institut Radcliffe (Radcliffe Institute for Advanced Study). Elle y termine sa thèse de doctorat en novembre 1999 et conclut ses études à l'Université du Cap en juin 2000,. Elle reste à Cambridge pendant deux autres années, donnant des conférences et commençant à écrire sur ce dont elle a été témoin en servant au sein de la Commission de la vérité et de la réconciliation, dans le contexte post-apartheid : le début d'un processus de réconciliation et d'apaisement. Souvent loués à l’étranger, les travaux de la Commission sud-africaine de la  vérité et de la réconciliation ont laissé un sentiment plus mitigé au sein de la population sud-africaine. Les enquêtes de cette commission ont permis de mieux cerner le rôle d’exécutants comme Eugene de Kock, permettant à ceux-ci de s'amender en partie, et aux victimes d'avoir quelques éléments de réponse sur le déroulement des événements, mais elle n'a pu solder complètement les comptes du passé.
Elle est nommée professeur de psychologie à l'université du Cap en 2003, et est titulaire d'une chaire à la même université en 2010. Elle a l'occasion d'intervenir auprès de différentes populations ayant vécu des périodes de grande violence, dont le Rwanda après le génocide de 1994.
En 2012, elle quitte l'université du Cap pour occuper un poste de professeur principal de recherche en traumatisme, pardon et réconciliation à l'université de l'État-Libre.

## Principales publications
- A Human Being Died that Night: A South African Story of Forgiveness, 2003.
- Narrating Our Healing: Perspectives on Working through Trauma, 2008, en collaboration avec Chris van der Merwe.
- Memory, Narrative and Forgiveness: Perspectives on the Unfinished Journeys of the Past, 2009, en collaboration avec Chris van der Merwe)
- Dare We Hope? Facing Our Past to Find a New Future, 2014.

## Vie privée
Elle a épousé Msimang Madikizela (du clan Madikizela du village rural de Mbongweni, à côté de Bizana) avec lequel elle a eu un unique enfant, un fils nommé Bahle. Le couple a divorcé en 1987.